# Olympische Sommerspiele 2016/Teilnehmer (Tadschikistan)
| Gelbes Symbol für Goldmedaillen mit stilisierten Olympischen Ringen | Graues Symbol für Silbermedaillen mit stilisierten Olympischen Ringen | Braundes Symbol für Bronzemedaillen mit stilisierten Olympischen Ringen |
| ------------------------------------------------------------------- | --------------------------------------------------------------------- | ----------------------------------------------------------------------- |
| 1                                                                   | —                                                                     | —                                                                       |

Tadschikistan nahm an den Olympischen Spielen 2016 in Rio de Janeiro teil. Es war die insgesamt sechste Teilnahme an Olympischen Sommerspielen. Das Kumitai millii olimpii Todschikiston nominierte sieben Athleten in vier Sportarten.

## Teilnehmer nach Sportarten

### Boxen
| Athleten       | Wettbewerb              | 1. Runde | 1. Runde | Achtelfinale     | Achtelfinale | Viertelfinale | Viertelfinale | Halbfinale    | Halbfinale    | Finale        | Finale        | Rang          |
| Athleten       | Wettbewerb              | Gegner   | Ergebnis | Gegner           | Ergebnis     | Gegner        | Ergebnis      | Gegner        | Ergebnis      | Gegner        | Ergebnis      | Rang          |
| -------------- | ----------------------- | -------- | -------- | ---------------- | ------------ | ------------- | ------------- | ------------- | ------------- | ------------- | ------------- | ------------- |
| Männer         |                         |          |          |                  |              |               |               |               |               |               |               |               |
| Anwar Junussow | Leichtgewicht bis 60 kg | Shan Jun | 3:0      | Robson Conceição | TKO          | ausgeschieden | ausgeschieden | ausgeschieden | ausgeschieden | ausgeschieden | ausgeschieden | ausgeschieden |

### Judo
| Athleten                    | Wettbewerb  | 1. Runde            | 1. Runde    | 2. Runde      | 2. Runde      | Viertelfinale | Viertelfinale | Halbfinale / Trostrunde | Halbfinale / Trostrunde | Finale / Platz 3 | Finale / Platz 3 | Rang |
| Athleten                    | Wettbewerb  | Gegner              | Ergebnis    | Gegner        | Ergebnis      | Gegner        | Ergebnis      | Gegner                  | Ergebnis                | Gegner           | Ergebnis         | Rang |
| --------------------------- | ----------- | ------------------- | ----------- | ------------- | ------------- | ------------- | ------------- | ----------------------- | ----------------------- | ---------------- | ---------------- | ---- |
| Männer                      |             |                     |             |               |               |               |               |                         |                         |                  |                  |      |
| Komronschoh Ustopirijon     | bis 90 kg   | Warlam Liparteliani | 000s2:100s1 | ausgeschieden | ausgeschieden | ausgeschieden | ausgeschieden | ausgeschieden           | ausgeschieden           | ausgeschieden    | ausgeschieden    | 17   |
| Mukhamadmurod Abdurakhmonov | über 100 kg | Á. García           | 000s0:100s1 | ausgeschieden | ausgeschieden | ausgeschieden | ausgeschieden | ausgeschieden           | ausgeschieden           | ausgeschieden    | ausgeschieden    | 17   |

### Leichtathletik
Laufen und Gehen 
| Athleten             | Wettbewerb | Runde 1 | Runde 1 | Halbfinale    | Halbfinale    | Finale        | Finale        | Rang |
| Athleten             | Wettbewerb | Zeit    | Rang    | Zeit          | Rang          | Zeit          | Rang          | Rang |
| -------------------- | ---------- | ------- | ------- | ------------- | ------------- | ------------- | ------------- | ---- |
| Frauen               |            |         |         |               |               |               |               |      |
| Kristina Pronschenko | 200 m      | 25,53 s | 69      | ausgeschieden | ausgeschieden | ausgeschieden | ausgeschieden | 69   |

 Springen und Werfen 
| Athleten         | Wettbewerb | Qualifikation | Qualifikation | Finale     | Finale | Rang |
| Athleten         | Wettbewerb | Weite/Höhe    | Rang          | Weite/Höhe | Rang   | Rang |
| ---------------- | ---------- | ------------- | ------------- | ---------- | ------ | ---- |
| Männer           |            |               |               |            |        |      |
| Dilschod Nasarow | Hammerwurf | 76,39 m       | 3             | 78,68 m    | 1      | Gold |

### Schwimmen
| Athleten            | Wettbewerb    | Vorlauf | Vorlauf | Halbfinale    | Halbfinale    | Finale        | Finale        | Rang |
| Athleten            | Wettbewerb    | Zeit    | Rang    | Zeit          | Rang          | Zeit          | Rang          | Rang |
| ------------------- | ------------- | ------- | ------- | ------------- | ------------- | ------------- | ------------- | ---- |
| Frauen              |               |         |         |               |               |               |               |      |
| Anastassija Tjurina | 50 m Freistil | 31,15 s | 73      | ausgeschieden | ausgeschieden | ausgeschieden | ausgeschieden | 73   |
| Männer              |               |         |         |               |               |               |               |      |
| Olim Qurbonov       | 50 m Freistil | 25,77 s | 62      | ausgeschieden | ausgeschieden | ausgeschieden | ausgeschieden | 62   |